# Landesanstalt für Rebenzüchtung
Die Landesanstalt für Rebenzüchtung war eine staatliche Lehr- und Versuchsanstalt in Rheinland-Pfalz. Sie befasste sich im Wesentlichen mit der Züchtung neuer Rebsorten, der Erhaltung geschützter Rebsorten und der Klonenselektion. Die Landesanstalt hatte ihren Sitz in Alzey.

## Geschichte
Die Landesanstalt entstand aus den Vorgängern der Rheinhessischen Rebschulen. Diese wurden 1909 unter dem Vorsitz von Philipp Wolff aus Albig ins Leben gerufen.  Als Leiter wurde Georg Scheu bestellt. Zunächst ging es darum, die Pflanzgutversorgung sicherzustellen, doch Scheu erkannte sehr schnell den Wert der Kreuzungszüchtung und Klonenselektion. Die heute klassifizierten Rebsorten: Huxelrebe, Faberrebe, Scheurebe, Siegerrebe, Kanzler und andere Alzeyer Neuzüchtungen gehen auf seine erfolgreiche Tätigkeit zurück.
Nach der Gründung des Landes Rheinland-Pfalz gingen die Züchtungsaufgaben an das Land über und wurden in der Landesanstalt für Rebenzüchtung weitergeführt. Scheu starb 1949 in Alzey. Er gilt bis heute unbestritten als Wegbereiter des deutschen Weinbaus und erfolgreicher deutscher Rebenzüchter.
Seine Nachfolger Hans Breider, Edmund Zimmermann und Otmar Bauer führten die Arbeit in Alzey weiter und brachten die Scheu Sorten zur Klassifizierung und Verbreitung im Deutschen Weinbau, parallel dazu wurde die Schwerpunkte der Klonenselektion vor allem bei Portugieser und Silvaner gesetzt.
1973 konnte nach intensiver Diskussion um eine mögliche Schließung der Anstalt der Neubau auf dem Alzeyer Römerberg inmitten der Versuchsflächen bezogen werden. In den Folgejahren erfolgten bauliche Erweiterungen und Übernahme von Aufgaben der Zentralstelle für Klonenselektion und Unterlagenzüchtung bei SO4 und Binova. Der Anstaltsleiter Bauer ging 1997 in den Ruhestand.
1997 wurde Landwirtschaftsdirektor Werner Hofäcker mit der Leitung beauftragt, ein Jahr später, am 1. August 1998, wurde die Landesanstalt für Rebenzüchtung als eigenständige Dienststelle aufgegeben und in die staatliche Lehr- und Versuchsanstalt Oppenheim eingegliedert. Standort blieb zunächst der Alzeyer Römerberg, doch insgesamt wurden Aufgaben und Personal ständig zurückgeführt.
2003 wurde in Rheinland-Pfalz eine umfassende Reform der Agrarverwaltung durchgeführt. Es kam zum Abbau zahlreicher staatlicher Leistungen und Schließung von Dienststellen der Agrarverwaltung. Die Landesanstalt für Rebenzüchtung wurde mit Ablauf des Jahres 2003, im 94. Jahr ihres Bestehens, geschlossen.
Personal und verbliebene Aufgaben wurden an das Dienstleistungszentrum Ländlicher Raum (DLR) Rheinhessen-Nahe-Hunsrück nach Oppenheim verlegt. Dort werden heute die Klonenselektion sowie die Unterlagenzüchtung weitergeführt.
Das Jahr 2009 wäre für die Landesanstalt für Rebenzüchtung zum 100. Jubiläum geworden, das in dieser Form nun nicht mehr in Alzey gefeiert werden konnte. Dennoch bleiben die Schlagworte Scheu, Rebenzüchtung und Alzey eng miteinander verbunden. Es bleibt die Aufgabe des DLR Rheinhessen-Nahe-Hunsrück als Nachfolgeinstitution der traditionsreichen Landesanstalt für Rebenzüchtung, im Jubiläumsjahr an die Leistungen von Georg Scheu für den Deutschen Weinbau zu erinnern.
Das Gelände wurde 2006 versteigert, heute befindet sich in den ehemaligen Räumen der Landesanstalt das Weingut Trinkbare Landschaften.